# Негу-Икэн (озеро)
Негу-Икэн (также Негу-Икон) — пресноводное озеро в Красноярском крае России, располагается на юге Таймырского Долгано-Ненецкого района.
Озеро Негу-Икэн имеет серповидную форму и находится на высоте 762 м над уровнем моря, занимая межгорную ложбину в северо-восточной части плато Путорана, в левобережье реки Аян, в 21 км к востоку от озера Нёралак. Площадь Негу-Икэна составляет 11,6 км², площадь водосборного бассейна — 200 км². Общая длина озера около 14 км, ширина варьируется от 250 м в самой узкой южной части до 1,4 км в расширении на севере. На юге впадает и на севере из озера вытекает река Негу-Икэн, относящаяся к бассейну моря Лаптевых. Также впадают несколько небольших рек и ручьёв.
Южный, юго-западный и юго-восточный берега крутые, покрытые тундрой. Северный берег более пологий. Максимальная высота окрестных гор на востоке, 1465 м. Имеется небольшой остров у восточного берега.
В районе озера распространены мохово-лишайниково-осоковые, мохово-лишайниково-кустарничковые, мохово-осоково-разнотравные тундры. Из птиц здесь встречаются пуночка, лапландский подорожник, чёрнозобая гагара, золотистая ржанка, галстучник, хрустан, сибирский пепельный улит, песочник-красношейка, белохвостый песочник, полярная крачка, тундряная куропатка, гольцовый конёк, краснозобый конёк, синьга, морянка, фифи, турухтан, халей, рогатый жаворонок, белая трясогузка, обыкновенная каменка, обыкновенная чечётка, варакушка и другие виды. В воде водятся хариус, голец.
Код водного объекта в государственном водном реестре — 17040100111117600000779.